# Telipna acraea
Telipna acraea är en fjärilsart som beskrevs av John Obadiah Westwood 1851. Telipna acraea ingår i släktet Telipna och familjen juvelvingar. Inga underarter finns listade i Catalogue of Life.

## Bildgalleri

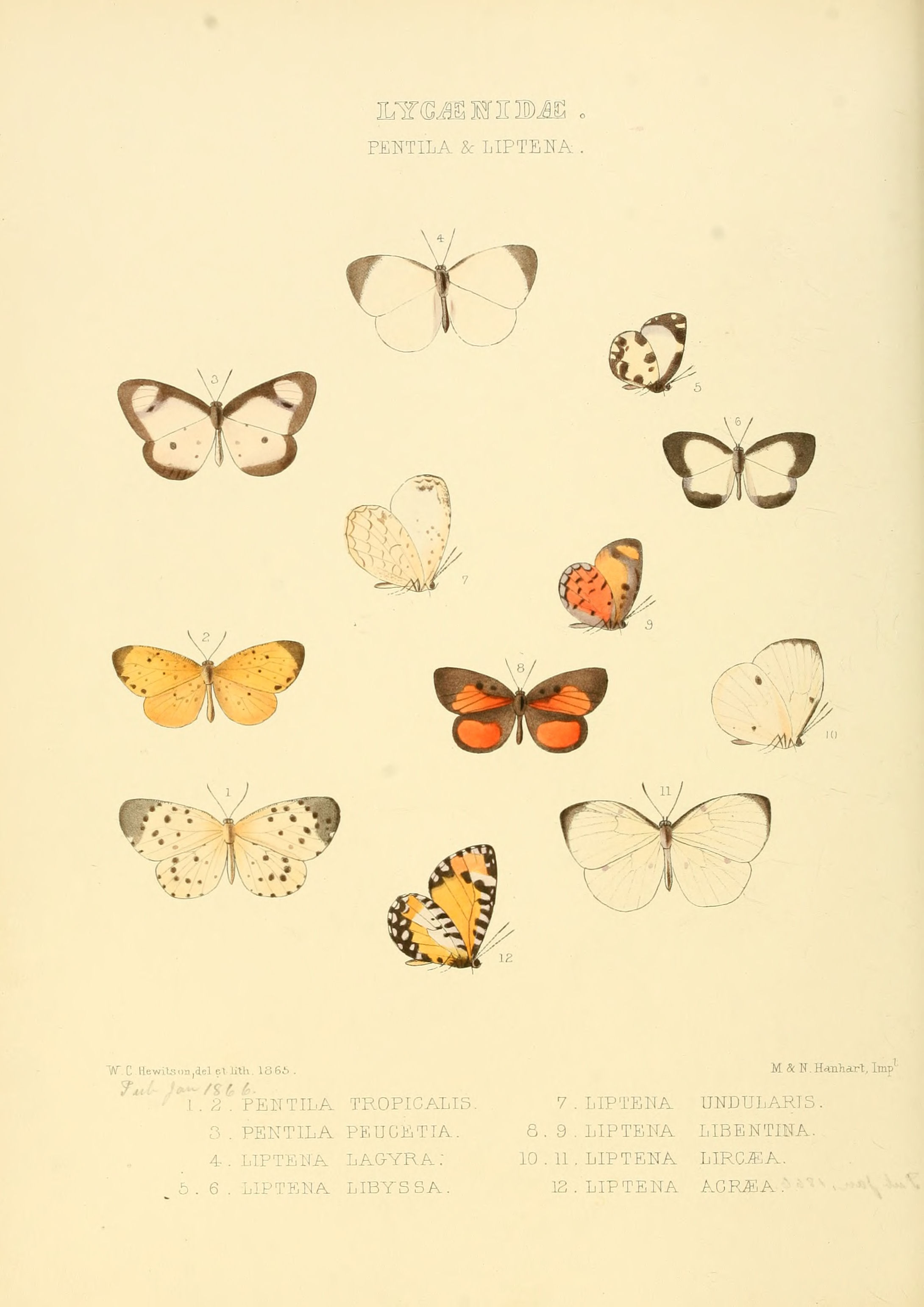